# Fridolf Jansson

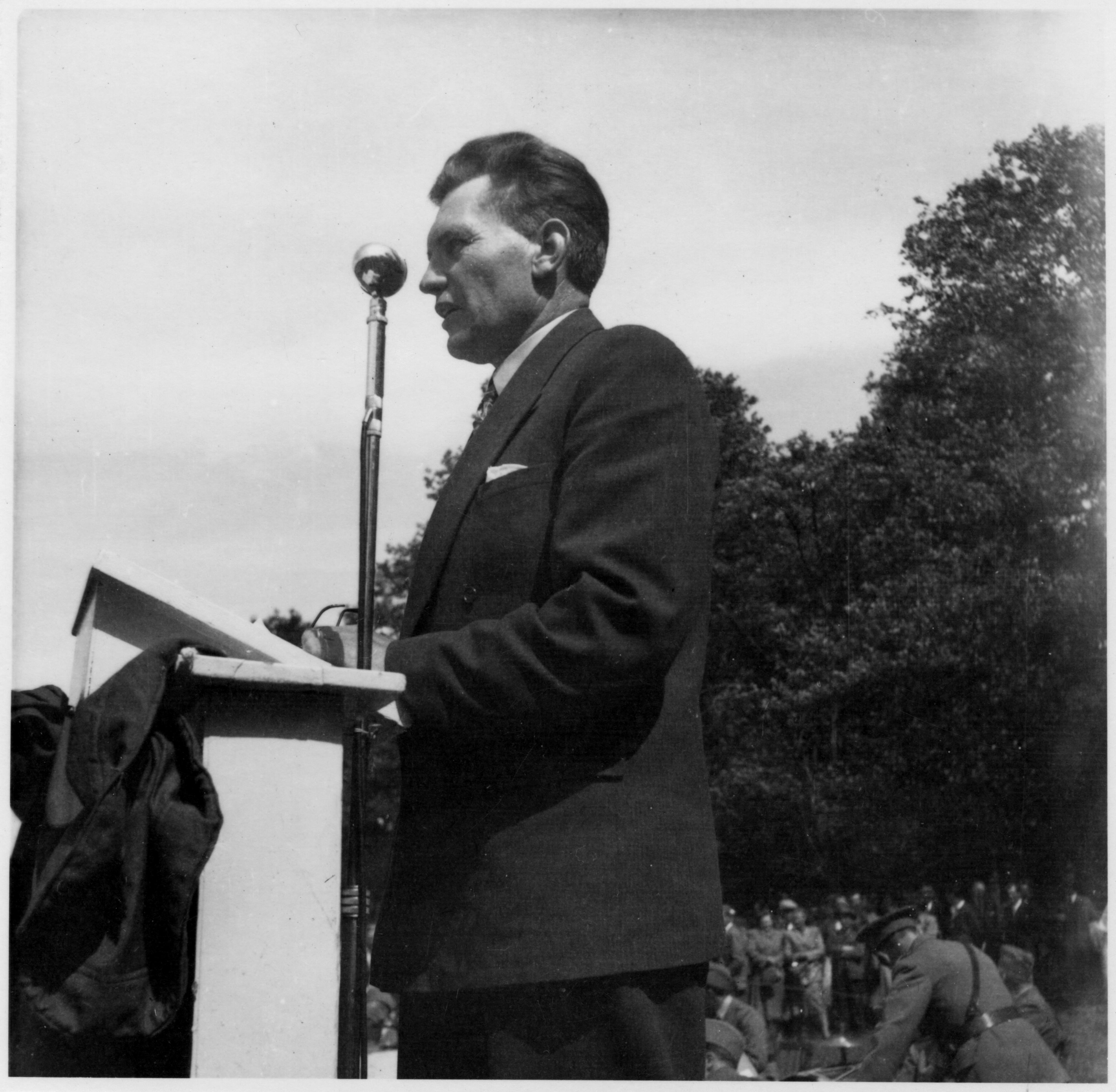
Fridolf Jansson - Tältläger i Halmstad 1950

Fridolf Jansson, i Benestad, född 25 maj 1904 i Aringsås församling, Kronobergs län, död 7 juni 1991 i Alvesta, var en svensk politiker i Bondeförbundet/Centerpartiet.
Fridolf Jansson var lantbrukare, och från 1938 landstingsman i Kronobergs län. Från början av 1930-talet tillhörde han SLU, var 1932–1937 styrelseordförande i lokalorganisationen i Blädinge, 1940–1944 distriktsordförande i Kronobergs län. Jansson var ordförande för SLU 1946-1950. Han var ledamot av riksdagens första kammare 1951-1952 och tillhörde andra kammaren från 1953 i valkretsen Kronobergs län. Han var även landstingsledamot 1941-1948.